# Nour El Tayeb
Nour El Tayeb (* 8. März 1993 in Kairo) ist eine ehemalige ägyptische Squashspielerin.

## Karriere
Nour El Tayeb wurde im Jahr 2011 in Boston gegen Nour El Sherbini Junioren-Weltmeister, nachdem sie in den beiden Vorjahren jeweils im Finale gescheitert war. 2009 unterlag sie noch El Sherbini, im Jahr darauf Amanda Sobhy, gegen beide jeweils in vier Sätzen. Seit 2007 ist sie als professionelle Spielerin auf der PSA World Tour aktiv und gewann auf dieser 16 Titel. Ihre beste Platzierung in der Weltrangliste erreichte sie im Februar 2018 mit Rang drei. Mit der ägyptischen Nationalmannschaft wurde sie 2012, 2018 und 2022 Weltmeisterin. Im Einzel erreichte sie 2018/19 das Endspiel der Weltmeisterschaft, in dem sie Nour El Sherbini in vier Sätzen unterlag. 2013, 2016, 2018 und 2019 wurde sie ägyptische Landesmeisterin.
Sie ist seit 28. Juni 2016 mit dem Squashspieler Ali Farag verheiratet. Im Dezember 2020 gab sie gleichzeitig mit der Ankündigung ihrer Schwangerschaft auch ihr vorläufiges Karriereende bekannt, ließ eine Rückkehr nach der Geburt des Kindes aber offen. Im Juli 2021 kam ihre erste Tochter auf die Welt. Bereits im November 2021 kündigte sie anlässlich der im folgenden Monat stattfindenden CIB Squash Open Black Ball ihre Rückkehr auf die Tour an. Sie gewann bis zu ihrem endgültigen Rücktritt im Juli 2024 fünf weitere Titel auf der Tour und absolvierte bei den World Tour Finals 2023/24 ihr letztes Turnier. 2025 wurde ihre zweite Tochter geboren.

## Erfolge
- Vizeweltmeisterin: 2018/19
- Weltmeisterin mit der Mannschaft: 3 Titel (2012, 2018, 2022)
- Gewonnene PSA-Titel: 16
- Ägyptische Meisterin: 4 Titel (2013, 2016, 2018, 2019)